# Mori Ógai
Mori Ógai (japánul: 森 鴎外, Hepburn-átírással: Mori Ōgai) (Cuvano, 1862. február 17. – Tokió, 1922. július 8.), eredeti neve Mori Rintaró, Nacume Szószeki mellett a Meidzsi-kor legnevesebb japán írója.

## Élete
1862-ben Cuvanóban, a Edo-kor utolsó éveiben, egy orvos fiaként látta meg a napvilágot. Ógai egészen fiatalon kezdte meg a tanulmányait. Klasszikus kínai irodalmat és német nyelvet tanult szülővárosában, majd a Meidzsi-restauráció első éveiben Tokióba utazott, ahol először német nyelvet és irodalmat tanult, majd apja nyomdokaiba lépett, és beiratkozott az orvosi egyetemre. 1881-ben szerezte meg az orvosi diplomát. 
1884-ben katonaorvosi ösztöndíjban részesült, így lehetősége nyílt Németországba utazni. Tanulmányait a lipcsei, drezdai, müncheni és berlini egyetemeken folytatta, majd négy évig dolgozott egy híres berlini laboratóriumban, ahol különböző kutatásokban vett részt. Közben felfedezte a nyugati kultúrát, megismerkedett az európai irodalom nagyjaival (Dante, Szophoklész stb.), érdeklődött a festőművészet és színházművészet iránt is.
1888-ban visszatért Japánba, és nyugati tapasztalataiból kiindulva modernizálni igyekezett a japán tudományos életet. Elindított egy orvosi folyóiratot, melyben a nyugati orvoslás elterjedése mellett szállt síkra. Közben lefordított és kiadatott több nyugati klasszikust, Calderón, Lessing, E. T. A. Hoffmann és mások műveit ültette át japánra. Belevetette magát hazája forrongó irodalmi életébe. 1889-ben jelent meg Sószecuron („A regényről”) című írása, amelyben kifejtette elméletét a naturalista regény poétikáról. Még ez évben barátaival közösen elkészített egy fordításgyűjteményt Omokage („Homályos emlékezet”) címen, amelyben nyugati költők verseit tették közzé.
Közben Mori Ógai álnéven publikálta első regényét Maihime („A táncosnő”) címen, melyben berlini emlékeit idézte fel. A kínai-japán és az orosz-japán háború alatt katonaorvosként szolgált. Összetűzésbe került feletteseivel, ezért három évre áthelyezték a dél-japáni Kjúsú szigetére. Ezen évek alatt tökéletesítette stílusát, amely ekkor vált igazán modernné, és közben Machiavelli és Carl von Clausewitz munkáit tanulmányozta. Lefordította Hans Christian Andersen A rögtönző című regényét, mely nagy sikert aratott Japánban. Mindeközben foglalkoztatták országa gondjai is: támogatta a japán ipar fejlesztését, bírálta országa elmaradottságát. 1902-ben tért vissza Tokióba.
1912-ig számos könyve jelent meg, melyekkel megvetette a modern japán irodalmi nyelv alapjait: Hannicsi („Szép holnapot”), Vita sexualis, Szeinen („Az ifjú”), Hanako, Gan (A vadlúd). Közben több színdarabot is írt és Strindberg, Ibsen, Schnitzler műveit fordította. Párhuzamosan folytatta irodalmi és a fordítói tevékenységét. Hozzájárult a modern japán színház megteremtéséhez is.
Orvosi pályafutása közben szépen ívelt felfelé, egyre magasabb állásokat kapott, végül kinevezték a Hadügyminisztérium egészségügyi osztályának a vezetőjévé. 1916-ban visszavonult a katonaorvosi szolgálatból. Ezután a Császári Múzeum igazgatója, a Császári Könyvtár vezetője és haláláig a Császári Szépművészeti Akadémia vezetője volt. 1922-ben Tokióban halt meg.

## Munkássága
Első alkotói korszakában romantikus elbeszélések szerzőjeként mutatkozott be a közönségnek : a magyarul is elérhető Maihime („A táncoslány”, 1889), Utaka no iki („Buborékok”, 1890), Fumizuki („A levélvivő”, 1892). Nagy hatással voltak rá Eduard von Hartmann esztétikai nézetei.
A század elején kibontakozó naturalizmust fenntartással szemlélte. 1909-es Vita Sexualis című műve tekinthető a naturalista énregény kritikájának. A következő évben készül el Szeinen („Az ifjú”) című munkája, amely a korabeli japán értelmiség problémáit tárja elénk. A Meidzsi-kor kavargó szellemi világát idéz fel önéletrajzi elemeket is tartalmazó műveiben : Aszobi („Játék”), Dokusin („Agglegény”). A Hanako című mű szereplője egy táncosnő, aki modellt állt Rodinnek. 1911 és 1913 között folytatásokban közölte a nálunk is kiadott Gan (A vadlúd) című kisregényét.
A japán-orosz háború fordulópontot hozott a művészetében. Figyelme a történelem, a múlt felé fordult, a múltban, a hagyományban kereste az egyén és a társadalom megoldatlan problémáinak gyökerét. A következő években rövid, történelmi tárgyú novellákat írt. E művei túlnyomórészt az Edo-korban (1603–1867) játszódnak, szereplőik történelmi személyiségek vagy hétköznapi emberek, akik a hagyományos japán erkölcsöt, életmódot és értékeket testesítik meg. Kora eszméinek fényében vizsgálta őket, hogy kortársai támaszt leljenek a rég volt idők hőseinek magatartásában saját koruk zűrzavara közepette. A szakai incidens című, 1914-ben megjelent elbeszélésében például egy japán-francia összetűzés leírásán keresztül az Edo-kor végi szamuráj vitézi erkölcsöt, hazafiságot állítja szembe a gyarmatosítási lázban égő európai kultúrával. Szintén 1914-ben jelent meg elbeszélése Ósio Heihacsiróról, a Tenpo éhinség korának lázadóvezéréről.

## Magyarul megjelent művei
- Az Abe-ház, Modern japán elbeszélők, Európa, Budapest, 1967, 44–77. o.
- A vadlúd. Elbeszélések; ford. Göncz Árpád, Hürkecz István, Teleki Erzsébet; Európa, Bp., 1983
- Kacagó szerzetesek (A vadlúd, Válogatott elbeszélések), Európa, Budapest, 1983, 129–139. o.
- A szakai incidens, ford. Gerencsér Gábor, Japán Szemle honlapja, 2023
- A táncoslány ford. Gerencsér Gábor, Japán Szemle honlapja, 2023
- Ósio Heihacsiró ford. Gerencsér Gábor, Japán Szemle honlapja, 2024

## Fordítás
- Ez a szócikk részben vagy egészben  a(z)   Ōgai Mori című francia Wikipédia-szócikk fordításán alapul.  Az eredeti cikk szerkesztőit annak laptörténete sorolja fel. Ez a jelzés csupán a megfogalmazás eredetét és a szerzői jogokat jelzi, nem szolgál a cikkben szereplő információk forrásmegjelöléseként.